# Frank Lewis (lottatore)
Frank Lewis (6 dicembre 1912 – 16 agosto 1998) è stato un lottatore statunitense, specializzato nella lotta libera.

## Palmarès

### Olimpiadi
- 1 medaglia:
  - 1 argento (Berlino 1936 nei pesi welter)